# Pedro Luis Fuentes Valencia
Pedro Luis Fuentes Valencia CP (ur. 7 czerwca 1968 w La Paz) – boliwijski duchowny katolicki, biskup pomocniczy La Paz od 2022.

## Życiorys
Święcenia kapłańskie przyjął 19 czerwca 2004 w zgromadzeniu pasjonistów. Pracował przede wszystkim w zakonnych parafiach. W 2012 został też dziekanem dekanatu Zona Sur na terenie archidiecezji La Paz.
22 lutego 2022 papież Franciszek mianował go biskupem pomocniczym archidiecezji La Paz oraz biskupem tytularnym Temuniana. Sakry udzielił mu 5 maja 2022 arcybiskup Percy Galván.